# George Howard Ferguson
George Howard Ferguson (18 de junio de 1870 -21 de febrero de 1946) fue un político Conservador Canadiense, que ostentó el cargo de primer ministro de Ontario de 1923 a 1930. Pertenecía a la Francmasonería.
- Datos: Q3141552
- Multimedia: Howard Ferguson / Q3141552